# Amblystegium orthothecioides
Amblystegium orthothecioides là một loài rêu trong họ Amblystegiaceae. Loài này được Lindb. Lindb. mô tả khoa học đầu tiên năm 1879.